# Erissus sanctaeleopoldinae
Erissus sanctaeleopoldinae là một loài nhện trong họ Thomisidae.
Loài này thuộc chi Erissus. Erissus sanctaeleopoldinae được Ilka Maria Fernandes Soares & Ilka Maria Fernandes Soares miêu tả năm 1946.